# Lijst van voetbalinterlands Chili - Japan
Deze lijst van voetbalinterlands is een overzicht van alle officiële voetbalwedstrijden tussen de nationale teams van Chili en Japan. De landen speelden tot op heden drie keer tegen elkaar. De eerste ontmoeting, een vriendschappelijke wedstrijd, werd gespeeld in Tokio op 26 januari 2008. Het laatste duel, een groepswedstrijd tijdens de Copa América 2019, vond plaats op 17 juni 2019 in São Paulo (Brazilië).

## Wedstrijden
| № | Plaats    | Datum           | Competitie        | Wedstrijd     | Uitslag |
| - | --------- | --------------- | ----------------- | ------------- | ------- |
| 1 | Tokio     | 26 januari 2008 | Vriendschappelijk | Japan – Chili | 0 – 0   |
| 2 | Osaka     | 27 mei 2009     | Vriendschappelijk | Japan – Chili | 4 – 0   |
| 3 | São Paulo | 17 juni 2019    | Copa América 2019 | Japan – Chili | 0 – 4   |

## Samenvatting
| Competitie        | Totaal gespeeld | Winst Chili | Gelijk | Winst Japan | Doelsaldo Chili – Japan |
| ----------------- | --------------- | ----------- | ------ | ----------- | ----------------------- |
| Copa América      | 1               | 1           | 0      | 0           | 4 − 0                   |
| Vriendschappelijk | 2               | 0           | 1      | 1           | 0 − 4                   |
| Totaal            | 3               | 1           | 1      | 1           | 4 − 4                   |

Wedstrijden bepaald door strafschoppen worden, in lijn met de FIFA, als een gelijkspel gerekend.